# Pierrefeu-du-Var
Pierrefeu-du-Var ist eine Gemeinde im französischen Département Var in der Region Provence-Alpes-Côte d’Azur. Der Ort gehört zum Arrondissement Toulon und zum Kanton Garéoult. Pierrefeu hat 6084 Einwohner (Stand 1. Januar 2022) auf einer Fläche von 58,36 km².

## Lage
Pierrefeu liegt in einer Ebene am Westrand des Massif des Maures, knapp 20 Kilometer nördlich von Hyères und der Mittelmeerküste. Die höchsten Erhebungen auf dem Gebiet der Gemeinde sind der Castellas (445 m), der Peyrol (350 m) und der Barry (149 m).
Der historische Ortskern gruppiert sich malerisch um einen markanten Hügel, auf dessen Gipfel sich die alte Kapelle zum Heiligen Kreuz (Chapelle Sainte Croix) erhebt und von wo man eine ausgezeichnete Aussicht auf die Ebene und die umgebenden Berge hat.

## Geschichte
Pierrefeu ist ein altes mittelalterliches Dorf, das zum ersten Mal im 11. Jahrhundert erwähnt wurde. Der ursprüngliche Name war Petrafoci und entwickelte sich im Laufe der Zeit über Petrafog und Rochafog zum heutigen Pierrefeu.

## Wirtschaft
Pierrefeu ist ein Zentrum der Landwirtschaft, insbesondere des Weinanbaus. Hier werden Weine mit dem Qualitätssiegel AOC „Côtes de Provence“ erzeugt.

## Sehenswertes
- Kapelle Sainte Croix (11. Jahrhundert)
- Pfarrkirche Saint-Jacques-le-Majeur (17. Jahrhundert)
- Dixmude-Denkmal (1923)
- Ruinen der mittelalterlichen Burganlage
- Verschiedene Brunnen
- Alte Ölmühle
- Alte Knopffabrik
- Arboretum André Luglia (Waldlehrpfad und Baumpark)
- Weingüter (Domaines) und Weinkeller (Caves)